# Проглас о независности
Проглас о независности или Акт о одрицању верности шпанском краљу потписан је у Хагу 26. јула 1581. године. Ово је био званични проглас неколико низоземских провинција којим је Филип II свгрнут с власти. Овај проглас може да се посматра као холандска декларација независности. Проглас о независности је уследио након формирања Утрехтске уније 1579. године.

## Проглас о независности
Провинције су објавиле да је њихов владар Филип II повредио права и слободе градова и кнежевина и збацили су га са престола. У почетку се тражила замена за владара, али се показало да нико није био у стању да буде нови владар. Међутим, провинције ће тек 1588. године (годину дана након Вранкових теза) одлучити да остану република.

### Области
Следеће од седамнаест провинција су споменуте у прогласу: Брабант, Хелре и Зутфен, Фландрија, Холандија, Зеланд, Фризија, Мехелен и Утрехт.

## Декларација независности
У пракси је проглас постао декларација независности. Ово је био први пут у Осамдесетогодишњем рату да су се људи отворено побунили против краља. Пошто није било владара сталешке скупштине су кренуле у потрагу за новим владаром. После неуспелих покушаја да на трон поставе грофа Анжуа, Вилема Оранског који је убијен 1584. године, краљицу Енглеске Елизабету I и Роберта Дадлија, грофа од Лестера, 1587. је одлучено, захваљујући између осталог Франковим тезама, да се оснује република, што се 1588. и десило.

## Последице
Овај проглас је послужио као инспирација за декларације независности различитих јужним низоземским провинцијама током Брабантског устанка. Постоје очигледне сличности са америчком декларацијом независности из 1776. године као нпр. принцип да грађани имају право да збаце владара ако исти не поштује закон и слободе грађана. Битно је у овом контексту бити свестан чињенице да је Њујорк у почетку био Нови Амстердам и да је много имиграната као нпр. Адријан ван дер Донк пореклом из Холандске републике.